# 潮遊び
潮遊び（しおあそび）は、海面干拓における潮受堤防の内側に堤防沿いに平行に設けた遊水地をいい、潮遊び池とも言う。平時はこの地帯は採草地などに利用することもあり、また堤防が破損したときの土取場にもなる。潮遊びの断面の大きさは、堤体の盛り土および地盤の土質の透水性に支配されるので、土質が砂質になるほど断面を大きくしなければならない。